# Emilia Molina Cruz
Emilia Molina Cruz là một chính trị gia người Costa Rica, nhân viên xã hội và doanh nhân. Bà là Đại biểu trong Hội đồng lập pháp Costa Rica cho nhiệm kỳ 2014-2018.
Emilia Molina Cruz có bằng cử nhân và bằng cấp về công tác xã hội, cũng như bằng Thạc sĩ về khoa học chính trị của Đại học Costa Rica.
Emilia Molina Cruz đã dạy tại Trường Công tác Xã hội từ năm 1976 cho đến năm 2007 tại Đại học Costa Rica. Bà là Phó Hiệu trưởng từ năm 1989 cho đến năm 1990. Ngoài ra, bà còn chỉ đạo Trường Công tác Xã hội từ năm 1998 cho đến năm 2001. Bà là giáo sư thỉnh giảng tại Đại học Jaén, Tây Ban Nha năm 2001. Ngoài ra, Molina còn sở hữu một số doanh nghiệp du lịch tư nhân.
Emilia Molina Cruz từng là Thủ quỹ đầu tiên của Ủy ban điều hành quốc gia về Đảng Hành động Công dân (PAC cho chữ viết tắt tiếng Tây Ban Nha). Ngoài ra, bà đã phục vụ như một điều phối viên khu vực từ năm 2009. Bà đã làm việc cho chiến dịch Luis Guillermo Solís thành công vào năm 2014.
Emilia Molina Cruz được bầu làm Đại biểu cho Cartago vào năm 2014.